# Perelandra-Trilogie
Die Perelandra-Trilogie ist eine Trilogie von drei kosmischen Romanen des irischen Autors Clive Staples Lewis (C. S. Lewis). Es ist Fiction ohne Science. Lewis versucht den irdischen Horizont um den kosmischen zu erweitern. Auf Englisch wird sie Space Trilogy, Cosmic Trilogy oder Ransom Trilogy genannt.
Es wird berichtet, dass Lewis den ersten Band der Reihe, Out of the Silent Planet, nach Diskussionen mit dem befreundeten Schriftsteller J. R. R. Tolkien über den Stand von Fiktion in Romanen schrieb. Tolkiens Entwurf eines Science-Fiction-Romanes mit dem Titel The Lost Road wurde jedoch nicht vollendet. Ein Entwurf wurde in Band fünf der The-History-of-Middle-earth-Reihe aufgenommen und Motive sollen eingeflossen sein in Tolkiens ebenfalls unvollendetes Werk The Notion Club Papers.
Die drei Bände der Trilogie sind:
- Out of the Silent Planet (1938, dt. Jenseits des schweigenden Sterns, erste dt. Ausgabe als Der verstummte Planet). Die Handlung spielt weitgehend auf dem Mars.
- Perelandra (1943), auch als Voyage to Venus erschienen (dt. Perelandra). Die Handlung spielt weitgehend auf der Venus
- That Hideous Strength (1945, dt. Die böse Macht). 1958 veröffentlichte der Verlag Avon unter dem Titel The Tortured Planet eine um ein Drittel gekürzte Fassung des Buches. Die Handlung spielt auf der Erde.

## Ransom
Der fiktive Philologe Elwin Ransom ist die Hauptfigur der ersten beiden Bände und ein wichtiger Charakter im dritten Band. Ransom hat gewisse Ähnlichkeiten zum Autor C.S. Lewis: Er ist Universitätsprofessor, ein Experte für Sprachen und mittelalterliche Literatur, unverheiratet (Lewis heiratete erst mit 55 Jahren) und hat lediglich einen lebenden Verwandten.